# Статеве збудження
Сексуальне (стате́ве) збу́дження — зміни в організмі людини або тварини, що відбуваються під впливом сексуальних стимулів. Це початкова, перша з чотирьох фаз у циклі сексуальних реакцій людини. Сексуальне збудження у людини передує безпосередньому сексу чи мастурбації. Як правило, воно настає в результаті розмов на сексуальну тему, еротичних уявлень та спогадів, впливу на ерогенні зони, перегляду еротичних матеріалів.
Важливим елементом сексуального збудження є сексуальна конкордантність між психологічними сексуальними враженнями та фізіологічною активацією геніталій.

## Компоненти збудження
Компоненти збудження поділяються на загальні для чоловіків і жінок і статево-специфічні.
| Ілюстрація | У чоловіків      | Загальні для чоловіків та жінок | У жінок | Ілюстрація |
| ---------- | ---------------- | --- | --- | ---------- |
|            | - ерекція пеніса | - прилив крові до губ - почастішання дихання - почастішання серцебиття - підвищення кров'яного тиску - підвищення м'язового тонусу - підвищення слиновиділення - зміна стану шкірних покривів (почервоніння, гусяча шкіра) - розширення зіниць - зміни у погляді, голосі, поведінці | - ерекція та почервоніння вульви - ерекція клітора - посилене виділення вагінального секрету - ерекція сосків |            |

## Моделі сексуальних реакцій людини

### Цикл сексуальних реакцій Мастерса і Джонсон
Наприкінці 1950-х — початку 1960-х В. Мастерс і В. Джонсон провели кілька важливих досліджень людської сексуальності. У 1966 р. вони опублікували книгу Human Sexual Response («Сексуальні реакції людини»), виділивши 4 стадії фізіологічних змін при сексуальній стимуляції: збудження, плато, оргазм і розслаблення.

### Модель Сінгера
Баррі Сінгер (Barry Singer) запропонував свою модель процесу сексуального збудження в 1984 р., де він виділив у сексуальних реакціях людини «три незалежних, але в цілому послідовні компоненти». Перша стадія, естетична реакція (aesthetic response) є емоційною реакцією побачивши привабливе обличчя або фігуру. Емоційна реакція викликає посилення уваги щодо привабливого об'єкта, як правило, залучаючи рух голови й очей у його напрямку. Друга стадія, реакція наближення (approach response) виникає після першої й залучає рух всього тіла в напрямку до об'єкта. Прикінцева стадія, генітальна реакція (genital response) полягає в тому, що внаслідок приваблення уваги й тілесної близькості, фізіологічні реакції закінчуються припливом крові до статевих органів. Сінгер також стверджував, що є низка інших фізіологічних реакцій, але визнавав, що на думку дослідників, генітальна реакція є «найбільш надійною і зручною для вимірювань» у чоловіків.

### Цикл сексуальних реакцій Бессон
У 2000 році Роузмері Бессон представила альтернативну модель людського ЦСР, «характерну для жіночого циклу сексуальних реакцій». Вона доводила, що статеві розбіжності в лібідо, сексуальній мотивації, конкордантності і здатності до оргазму вимагають альтернативної моделі. У той час як у чоловіків ЦСР починається з бажання, услід за яким наступають збудження, оргазм і розслаблення, цикл жіночих сексуальних реакцій за Бессон є циркулярним і починається тоді, коли жінки відчувають потребу в інтимності, що змушує її шукати сексуальних стимулів і бути сприятливою до них; саме тоді вона відчуває збудження, разом із сексуальним бажанням. Результатом циклу стає підвищене почуття інтимності. Бессон виділяє думку, що брак самочинного сексуального бажання не може бути індикатором жіночої сексуальної дисфункції: багато жінок відчувають сексуальне збудження і відповідне́ бажання вже під час сексуальних дій.

### Модель «стимул-мотивація» Тоутса
Фредерік Тоутс (Frederick Toates) у 2009 р. представив свою модель сексуальних мотивації, збудження і поведінки, що поєднує принципи теорії «стимул-мотивація» і теорії ієрархічної системи керування поведінкою. Базова модель «стимул-мотивація» при її застосуванні в сексології припускає, що навколишні спонукальні знаки діють на нервову систему, що викликає сексуальну мотивацію. Позитивний сексуальний досвід поліпшує мотивацію, у той час, як негативний зменшує її. Мотивація і поведінка організовані ієрархічно; обидві керуються комбінованими прямим і непрямим чинниками. Поведінкові збудження й гальмування діють на різних рівнях ієрархічної структури. Наприклад, зовнішній стимул може прямо призвести до збудження, без усвідомлення цього індивідом, у той час, як внутрішній свідомий стимул може викликати такий само ефект непрямо, через уявлення сексуального образу. У випадку гальмування сексуальна поведінка може бути активною, свідомою (наприклад, свідома відмова від сексу) чи пасивною, несвідомою (наприклад, неможливість займатися сексом через страх). Тоутс підкреслював важливість взяття до уваги подумкових уявлень на додання до зовнішніх стимулів. На його думку, уявлення в думках стимулів взаємозамінне зі зовнішніми стимулами: і то й інше здатне викликати статеве збудження і підняти сексуальну мотивацію.

### Модель подвійного керування Бенкрофта і Янссена
Ця модель розроблена Дж. Бенкрофтом і Еріком Янссеном під час їхньої роботи в інституті Кінсі, вона досліджує індивідуальну варіантивність сексуальних реакцій. Згідно з твердженнями вчених, варіантивність залежить від взаємодії між двома системами: системою сексуального збудження і системою сексуального гальмування. У популярній психологічній книзі зі самодопомоги Come as You Are Емілі Нагоскі система сексуального збудження описується як «акселератор» реакцій, а система сексуального гальмування — як «гальмо». Для оцінки рівнів обох систем був розроблений спеціальний запитальник (SIS/SES questionnaire). Чинниковий аналіз отриманих даних виявив один чинник збудження і два — гальмування: перший позначили як SIS1 (гальмування внаслідок страху невдачі), другий — SIS2 (гальмування внаслідок страху наслідків).
Запитальник був первісно розроблений для чоловіків. Хоча надалі він показав валідність і для жінок, Сінтія Грем з командою створила жіночий запитальник SESII-W (the Sexual Excitation/Sexual Inhibition Inventory for Women). Дослідження серед жінок показали, що контекст емоційних взаємин між партнерами не повністю представлено в першому запитальнику SIS/SES. Чинниковий аналіз отриманих даних виявив тільки два фактори: сексуальне збудження і сексуальне гальмування. Один з чинників нижчого порядку, названий «випадковістю збудження» (Arousal Contingency), виявився особливо значущим, бо пояснював уразливість сексуального збудження перед зовнішніми й внутрішніми стимулами.
Попри різницю між двома запитальниками, їхні оцінки показують нормальний розподіл, що підтверджує гіпотезу нормального індивідуального варіювання в збудженні й гальмуванні. У першому запитальнику SIS/SES статистично значимі статеві відмінності були помітні, попри значний збіг результатів у чоловіків і жінок. У середньому чоловіки показали вищі результати зі збудження і нижчі з обох аспектів гальмування. Ця різниця в результатах поки ще не отримала пояснення за межами чистої теорії.
Причини індивідуальних розбіжностей у системах сексуального збудження і гальмування остаточно не з'ясовані. Ще менше відомо про розвиток цих систем в окремих людей. Часто як міра для оцінки сексуального розвитку приймається вік першої мастурбації. Він набагато більше різниться у дівчат, ніж у хлопців, у яких він тяжіє до періоду статевого дозрівання. Вчені не визначили, чи є ці розбіжності зумовленими біологічно, чи викликаними соціокультурними чинниками. Одне з близнюкових досліджень підтвердило спадковість обох чинників SIS, але разом з тим дослідження припускає, що розбіжності в чиннику SES пояснюються зовнішнім впливом.
Більшість досліджень сексуальної активності залучають виключно гетеросексуальних людей, обмежуючи узагальненність моделі подвійного керування. Станом на 2005 рік, одне з досліджень, що порівнювало гетеро- і гомосексуальних чоловіків, виявило, що гомосексуали мають аналогічні результати за чинником SIS2, але значно вищі за чинниками SIS1 і SES. Результати запитальника SESII-W у гетеросексуальних, гомосексуальних і бісексуальних жінок показують, що бісексуалки мають вищі результати за чинником SES, ніж інші групи жінок, а гетеросексуалки — вищі результати за чинником гальмування. Потрібно ще більше досліджень з використанням цієї моделі, щоб отримати повніше уявлення про взаємозв'язок сексуальної орієнтації і сексуальної збуджуваності.

## Розлади сексуального збудження
- Пріапізм
- Кліторизм

## Антафродитні засоби
Антафродитні засоби (грец.) — засоби для зниження болісної сексуальної збудливості. Згідно з ЕСБЄ: «Окрім належного дієтичного лікування (належна дієта, гімнастика, холодні обмивання), сюди належить бромистий калій, хлоралгідрат, йодистий порошок, камфора; допомагає також паління тютюну, морфію і тривале вживання невеликих доз миш'яку».